# Sarbia (Czarnków-Trzcianka)
Pour les articles homonymes, voir Sarbia (homonymie).
Sarbia (prononciation : [ˈsarbja]) est un village polonais de la gmina de Czarnków dans le powiat de Czarnków-Trzcianka de la voïvodie de Grande-Pologne dans le centre-ouest de la Pologne.
Il se situe à environ 8 kilomètres au nord-est de Czarnków (siège de la gmina et du powiat), et à 63 kilomètres au nord de Poznań (capitale de la Grande-Pologne).

## Histoire
De 1975 à 1998, le village faisait partie du territoire de la voïvodie de Piła.

Depuis 1999, Sarbia est situé dans la voïvodie de Grande-Pologne.